# 叉尾似鯔銀漢魚
叉尾似鯔銀漢魚，為輻鰭魚綱銀漢魚目似鯔銀漢魚科的其中一種，分布於巴布亞紐幾內亞Dyke Ackland至Collingwood灣淡水流域，體長可達5公分，為熱帶淡水魚，棲息在與林覆蓋的溪流底中層水域，生活習性不明，可做為觀賞魚。

## 擴展閱讀
維基物種上的相關：叉尾似鯔銀漢魚